# 宫本亚莉安娜
宫本亚莉安娜磨美子（日语：／ Miyamoto Eriana Mamiko，1994年5月12日—），长崎县佐世保人，日本选美活动出場者。173cm・87-60-87。
2015年作为日本代表参赛环球小姐，并进入前十。